# 38
38（三十八、さんじゅうはち、さんぱ、みつや、みつはち、みそや、みそじあまりやつ）は自然数、また整数において、37の次で39の前の数である。

## 性質
- 38は合成数であり、正の約数は 1, 2, 19, 38 である。
  - 約数の和は60。
- 38 = 2 × 19
  - 14番目の半素数である。1つ前は35、次は39。
  - n = 1 の時の 19 × 2n の値と見た時の1つ前は19、次は76。(オンライン整数列大辞典の数列 A110288)
- 38 = 22 + 32 + 52
  - 連続素数の平方和と見た時の1つ前は13、次は87。
  - 3連続素数の平方和で表せる最小の数である。次は83。
    - 3連続素数の平方和が偶数になる唯一の数である。

  - 異なる3つの平方数の和1通りで表せる7番目の数である。1つ前は35、次は41。(オンライン整数列大辞典の数列 A025339)
  - n = 2 の時の 2n + 3n + 5n の値と見た時の1つ前は10、次は160。(オンライン整数列大辞典の数列 A074527)
  - 38 = (5−1/2)2 + (7−1/2)2 + (11−1/2)2
  - 38 = 12 + 12 + 62 = 22 + 32 + 52
    - 3つの平方数の和2通りで表せる3番目の数である。1つ前は33、次は41。(オンライン整数列大辞典の数列 A025322)
    - 38 = 62 + 2
      - n = 2 の時の 6n + n の値と見た時、1つ前は7、次は219。(オンライン整数列大辞典の数列 A226200)
- φ(n)=38 を満たす自然数 n は存在しないため、偶数の4番目のノントーティエントである。1つ前は34、次は50。
- 1/38 = 0.0263157894736842105… (下線部は循環節で長さは18)
  - 逆数が循環小数になる数で循環節が18になる2番目の数である。1つ前は19、次は57。
- 2桁の数で唯一平方数の下3桁がゾロ目となる数である。次は100。(オンライン整数列大辞典の数列 A186439)
  - 平方数の下3桁が444になる最小の数である。次は462。(オンライン整数列大辞典の数列 A039685)

382 = 1444
  - 平方数の下2桁が同じ数になる5番目の数である。1つ前は30、次は40。ただし00を除くと1つ前は12、次は62。(オンライン整数列大辞典の数列 A186438)
- 約数の和が38になる数は1個ある。(37) 約数の和1個で表せる14番目の数である。1つ前は36、次は39。
- 各位の和が11になる2番目の数である。1つ前は29、次は47。
  - 偶数という条件を付けると各位の和が11になる最小の数である。
- 各位の平方和が73になる最小の数である。次は83。(オンライン整数列大辞典の数列 A003132)
  - 各位の平方和が n になる最小の数である。1つ前の72は66、次の74は57。(オンライン整数列大辞典の数列 A055016)
- 各位の立方和が539になる最小の数である。次は83。(オンライン整数列大辞典の数列 A055012)
  - 各位の立方和が n になる最小の数である。1つ前の538は24556、次の540は138。(オンライン整数列大辞典の数列 A165370)
- n = 38 の時の n! − 1 で表せる 38! − 1 は10番目の階乗素数である。1つ前は33、次は94。(オンライン整数列大辞典の数列 A002982)
- 38 = 25 + 6
  - n = 5 の時の 2n + n + 1 の値と見た時、1つ前は21、次は71。(オンライン整数列大辞典の数列 A005126)

## 38の関連事項
- 地球と月の距離は約38万km。
- 日本の国土面積は約38万km2。
- 地球の生命体が誕生したのは約38億年前。
- 出産までの平均時間は約38週であり、母体の羊水の温度は約38度。
- 人体の全細胞は約38兆個。
- 原子番号 38 の元素はストロンチウム (Sr)。
- 第38代目の天皇は天智天皇である。
- 年始から数えて38日目は2月7日。
- 日本の第38代内閣総理大臣は近衞文麿である。
- 大相撲の第38代横綱は照國万藏である。
- アメリカ合衆国第38代大統領はジェラルド・R・フォードである。
- アメリカ合衆国の38番目の州はコロラド州である。
- JIS X 0401、ISO 3166-2:JPの都道府県コードの「38」は愛媛県。
- 第38代ローマ教皇はシリキウス（在位：384年12月11日～399年11月26日）である。
- 易占の六十四卦で第38番目の卦は、火沢睽。
- クルアーンにおける第38番目のスーラはサードである。
- 以下の日本のテレビ放送局のかつてのガイドチャンネルは38であった。
  - NHK佐賀放送局
  - ANN系列の山形テレビ
  - JNN系列の青森テレビ・テレビ山口・テレビ高知
  - FNN系列の長野放送と鹿児島テレビ放送
  - 独立UHF局のテレビ埼玉
- 1分子のグルコースから38分子のアデノシン三リン酸（ATP）が生成される。
- アメリカンスタイルのルーレットで選択可能な数字のマス数（0、00、1から36）
- 軽自動車のナンバープレートで自家用車に付けられる平仮名は、「あ」～「を」の内「お」「し」「へ」「り」「れ」「ろ」「わ」を除いた38通りである。

### 固有名詞
- 人物・組織
  - ビーグル38 - 日本のお笑いトリオ。
  - sengoku38 - 尖閣諸島中国漁船衝突映像流出事件を起こした一色正春のYouTubeチャンネルの名前。
  - 38スペシャル - アメリカのサザン・ロックバンド。
- 商品名、型式名
  - ワルサーP38は、ドイツの軍用自動式拳銃である。
  - 三八式歩兵銃は、1900年代初頭に開発・採用された大日本帝国陸軍の小銃である。
  - L38は、2代目ルノーサムスン・SM3の型式。
  - C-38Bは、ソニー製のコンデンサマイクロフォン。
- 昭和38年（1963年）に関すること - 同年に起きた出来事は、しばしば「サンパチ」が冠される。
  - 昭和38年1月豪雪は「サンパチ豪雪（三八豪雪）」とも呼ばれる。
  - 大相撲では1963年生まれの力士（横綱双羽黒光司、横綱北勝海信芳、関脇寺尾常史、関脇琴ヶ梅剛史等）が多く活躍し、「花のサンパチ組」と呼ばれた。
- その他
  - 38度線は、朝鮮半島の北緯38度線に引かれていた大韓民国と朝鮮民主主義人民共和国の国境線。朝鮮戦争休戦協定締結後は、両国の軍事境界線の通称となっている。
  - 三八（さんぱち）地域は、青森県の地域区分。八戸市と三戸郡の頭文字の合成。

## 符号位置
| 記号 | Unicode | JIS X 0213 | 文字参照          | 名称                       |
| ---- | ------- | ---------- | ----------------- | -------------------------- |
| ㊳   | U+32B3  | 1-8-50     | &#x32B3; &#12979; | CIRCLED DIGIT THIRTY EIGHT |